# Kungälvs-Posten
Kungälvs-Posten är en dagstidning som startades som en bilaga till tidningen Göteborgstrakten. Tidningen var edition till denna tidning utgiven i Mölndal till 1970 då Göteborstrakten lades ner. Fullständiga titeln var i starten Kungälvs-posten / Tidning för Kungälv och inlandsbygden.
Första numret den 30 oktober 1958 är betecknat Nr 44. 4 årg, vilket inte gäller tidningen, utan modertidningen Göteborgstrakten (1923). Utgivningsbevis för tidningen uttogs redan 1955 enligt tidningen 1958-10-30, sidan 2. Tidningen dök första gången upp den 9 september 1955, som en del av Göteborgstrakten, med egna sidor.

## Redaktion
Redaktionsort har hela tiden varit  Kungälv. Politisk tendens har saknats och tidningen politiska oberoende har funnits med i titeln periodvis. En periodisk bilaga hette Stenungsunds Tidning från 24 november till 29 december 1977.
| Period                 | Ansvarig utgivare    | Period                 | Redaktör             |
| ---------------------- | -------------------- | ---------------------- | -------------------- |
| 1958-10-30--1960-07-29 | Axel Plühm           | 1958-10-30--1960-07-29 | Torsten Malmström    |
| 1960-08-05--1963-04-19 | Sven Pehrson         | 1960-08-05--1963-04-19 | Sven Pehrson         |
| 1963-05-03--1964-06-17 | Erik Kylén           | 1964-09-24--1970-01-22 | Jon-Evert Lisshammar |
| 1964-06-18--1985-05-15 | Jon-Evert Lisshammar | 1970-01-29--1986-12-31 | Ingvar Rudberg       |
| 1985-05-23--1985-06-27 | Börje Weinitz, tf    | 1987-01-08--2004-10-28 | Sven Arne Hag        |
| 1985-07-03--1987-01-08 | Karl-Olof Johansson  | 2004-11-04--2015-03-13 | Ingrid Fredriksson   |
| 1987-01-15--2001-12-28 | Sven Arne Hag        |                        |                      |
| 2002-01-04--2009-12-30 | Roger Boström        |                        |                      |
| 2010-01-05--2015-03-13 | Ingrid Fredriksson   |                        |                      |
| 2015-03-14--           | Karin Henriksson     |                        |                      |

## Förlag och tryckning
Förlag hette till 17 september 1964 Tidningsaktiebolag Göteborgs-Trakten i Mölndal. 1964-09-24--1988-12-31 hette förlaget Västkusttidningar aktiebolag i Göteborg men samtidigt var Göteborgs-Traktens Nya Tidningsaktiebolag delägare från 14 januari 1966 till 31 december 1988. Från den 5 januari 1989 tog Ortstidningar i Väst aktiebolag över till den 1 januari 2022 då Stampen media i Göteborg blev nytt förlag.
Tidningen trycktes vissa dagar i två delar från 8 januari 1998 till 31 december 2013. Tidningens två editioner har hetat Kungälv-Ale storkommuner, senare A-editionen, och Stenungsund-Orust-Tjörn-Jörlanda-Svenshögen-Ödsmål delen, senare B-editionen. Tidningen har kommit ut med 1 nummer i veckan fredagar 1958 till 20 mars 1964, sedan torsdagar till 28 september 2006, varefter tidningen den 3 oktober 2006 blev tvådagars med utgivning tisdag och fredag. 
Färgtryck var 1958 till 31 december inskränkt till svart + en färg. Från 1969 kunde tidningen trycka i fyrfärg. Typsnitt har hela tiden varit antikva. Satsytan var inledningsvis till 1960 tabloidlik 38 x 25 cm men blev sedan större 51 x 35 men återgick 1967 till ren tabloid 37x25 cm. Sidantalet i tidningen var först 8-20 sidor men ökade till 28-48 1997 vilket sedan inte överträffades förrän 2015 då 28-60 sidor noterades. Sidantalet har sedan minskat till 28-32 sidor som det vanliga under de senaste åren. Priset för tidningen har ökat från 10 kr 1958. till 60 kronor 1980. 1990 hade det blivit 175 kronor en tredubbling under decenniet. 2000 var priset 330 kronor och 2020 kostade tidningen för första gången över 1000 kronor, 1190 kr. Upplaga började runt 3000 exemplar och växte till 1978 till 8900. Sen finns inga data förrän 1995 då upplagan är 8300. upplagan ökade till 2009 upp till 11 100 exemplar och har sedan långsamt sjunkit till 9100 2020. Annonsomfattning  har från 2015 varit stor mestadels över 50 % eller som minst 48,5%. Tryckerier har växlat ofta vilket framgår av tabell nedan.
| Period                 | Tryckeri                                       | Ort         | Kommentar                                                                           |
| ---------------------- | ---------------------------------------------- | ----------- | ----------------------------------------------------------------------------------- |
| 1958-10-30--1960-12-02 | Göteborgs handelstidnings aktiebolags tryckeri | Göteborg    |                                                                                     |
| 1960-12-09--1960-12-09 | Skaraborgarens aktiebolags tryckeri            | Falköping   |                                                                                     |
| 1960-12-16--1961-02-17 | Aktiebolag Skaraborgarens tryckeri             | Falköping   |                                                                                     |
| 1961-02-24--1964-04-10 | Tryckeriaktiebolag Framåt                      | Göteborg    |                                                                                     |
| 1964-04-17--1969-02-14 | Aftonbladets tryckeri                          | Göteborg    |                                                                                     |
| 1969-02-21--1971-05-06 | Stockholms tidnings aktiebolag                 | Göteborg    |                                                                                     |
| 1971-05-13--1971-12-22 | Aftonbladet aktiebolag                         | Göteborg    |                                                                                     |
| 1972-01-13--1972-05-12 | Stockholms tidnings aktiebolag                 | Göteborg    |                                                                                     |
| 1972-05-18--1972-09-28 | Aftonbladet aktiebolag                         | Göteborg    |                                                                                     |
| 1972-10-05--1972-12-21 | Stockholms tidnings aktiebolag                 | Göteborg    |                                                                                     |
| 1973-01-11--1985-08-01 | Aftonbladet aktiebolag                         | Göteborg    |                                                                                     |
| 1985-08-08--1992-06-17 | Trollhättans tryckeri aktiebolag               | Trollhättan |                                                                                     |
| 1992-07-02--1997-09-18 | Tryckerigården                                 | Bollebygd   | 1995-01-12--2001-09-13 satte Västerbygdens sätteri aktiebolag i Bollebygd tidningen |
| 1997-09-25--1997-09-25 | Trollhättans tryckeri aktiebolag               | Trollhättan |                                                                                     |
| 1997-10-02--1998-06-25 | Tryckerigården                                 | Bollebygd   |                                                                                     |
| 1998-07-02--2002-03-28 | Bohusläningens Aktiebolag                      | Uddevalla   |                                                                                     |
| 2002-04-04--2002-09-26 | Västsvenskt tidningstryckeri aktiebolag        | Uddevalla   |                                                                                     |
| 2002-10-03--2006-05-24 | Västsvenskt tidningstryckeri aktiebolag        | Göteborg    | From 2003 trycks löp här.                                                           |
| 2003-01-03--2003-05-28 | Västsvenskt tidningstryckeri aktiebolag        | Halmstad    | vissa nummer trycks i Göteborg. From 2003 trycks löp i Göteborg                     |
| 2006-06-01--2011-12-31 | V-TAB [Backa]                                  | Göteborg    |                                                                                     |
| 2012-01-03--2015-12-31 | V-TAB [Lanvetter]                              | Landvetter  |                                                                                     |
| 2016-01-05--2018-12-28 | Bold Printing                                  | Borås       |                                                                                     |
| 2019-01-04--           | V-TAB                                          | Landvetter  |                                                                                     |